# Marie Derain
Pour les articles homonymes, voir Derain (homonymie).
Marie Derain, née le 17 avril 1969 en Saône-et-Loire, est une juriste spécialiste française des droits de l'enfant.

## Biographie
Après une licence de droit qu'elle passe à Dijon, elle rejoint Paris pour y obtenir une maitrise en droit privé et le diplôme de l’institut de criminologie, en préparant le concours de l'école nationale de la magistrature (ENM). Marquée par des éducateurs croisés lors de son parcours, elle renonce à devenir juge des enfants pour un travail plus proche du terrain. En 1997, elle entre à la Protection judiciaire de la jeunesse.
Elle occupe différents postes en services déconcentrés, à l'« École nationale de la protection judiciaire de la jeunesse » comme responsable de formation des directeurs et des cadres, à la direction des politiques éducatives et de l'audit de la direction inter-régionale Ile-de-France - Outre-mer, puis en administration centrale.
En 2010, comme « directrice des services de la protection judiciaire de la jeunesse », elle est mise à disposition auprès de la Sénatrice Isabelle Debré, parlementaire en mission sur la situation des mineurs isolés étrangers en France ,.
Par ailleurs, entre 2007 et 2011, elle est vice-présidente des Scouts et Guides de France après y avoir exercé différentes fonctions locales et nationales, dans les domaines de la pédagogie, de la formation et de la politique de la ville.
Elle est membre de la Commission de classification des œuvres cinématographiques de 2003 à 2014.
Du 13 juillet 2011 au 30 septembre 2014, elle occupe le poste de « défenseure des enfants », adjointe du Défenseur des droits, vice-présidente du collège chargé, auprès de lui, de la défense et de la promotion des droits de l'enfant.
Du 30 septembre 2014 au 11 février 2016, elle est en mission d'appui auprès de Laurence Rossignol, Secrétaire d'État chargée de la famille, de l'enfance, des personnes âgées et de l'autonomie. Elle coordonne pour l'État français la préparation et la réalisation de l'audition devant le Comité des Droits de l'Enfant de l'ONU (13 et 14 janvier 2016).
Du 11 février 2016 au 17 mai 2017, elle est Conseillère « droits de l'enfant » au Cabinet de Laurence Rossignol, ministre des familles, de l'enfance et des droits des femmes. Elle contribue à la réforme de la protection de l'enfance (loi du 14 mars 2016) et au premier plan de mobilisation et de lutte contre les violences faites aux enfants. Elle travaille à la mise en place et à l'installation du Conseil Enfance et Adolescence du HCFEA (Haut Conseil de la Famille, de l'Enfance et de l'Âge). Pour la première fois, un conseil de 12 enfants et adolescents est directement associé aux travaux d'une instance de cette nature.
Elle est membre du conseil de l'enfance et de l'adolescence du HCFEA.
Le 15 juin 2017, Marie Derain de Vaucresson est nommée secrétaire générale du Conseil national de la protection de l'enfance (CNPE) par Agnès Buzyn, nouvelle Ministre des Solidarités et de la Santé. À la fin de son mandat, en décembre 2019, Marie Derain de Vaucresson rejoint la Direction de la Protection Judiciaire de la Jeunesse, pour une courte mission d'appui sur la réforme du Code de la Justice Pénale des Mineurs.
Le 1er avril 2020, Marie Derain de Vaucresson intègre l'Inspection Générale de la Justice.
Le 8 novembre 2021, Marie Derain de Vaucresson est désignée par la Conférence des évêques de France présidente de la nouvelle Instance nationale indépendante de reconnaissance et de réparation. Elle aura pour mission de constituer une commission chargée de l’accompagnement des victimes d’abus sexuels dans l’Église et de l'instruction de leurs demandes.

## Distinctions
- Chevalier dans l'Ordre National du Mérite (Décret du 14 novembre 2013)[7].
- Chevalier dans l'Ordre de Saint-Grégoire-le-Grand (le 9 octobre 2021)[8].
- Chevalier dans l'Ordre de la Légion d'Honneur (Décret du 14 juillet 2023).